# Kręciłów (rejon czortkowski)
Kręciłów – wieś na Ukrainie w rejonie czortkowskim należącym do obwodu tarnopolskiego.
Leży nad Zbruczem, naprzeciw Kręciłowa w obwodzie chmielnickim, w rejonie gródeckim.
W okresie międzywojennym należał do Polski (gmina Krasne, powiat skałacki); w miejscowości stacjonowała strażnica KOP „Kręciłów”.
Do 2020 w rejonie husiatyńskim.